# Scutellaria holosericea
Scutellaria holosericea là một loài thực vật có hoa trong họ Hoa môi. Loài này được Gontsch. ex Juz. miêu tả khoa học đầu tiên năm 1951.